# Jason Gildon
(en) Statistiques sur pro-football-reference
Jason Larue Gildon (né le 31 juillet 1972 à Altus dans l'État d'Oklahoma) est un joueur américain de football américain qui évoluait au poste de linebacker dans la National Football League (NFL).
Il a joué pour les Steelers de Pittsburgh (1994–2003) et les Jaguars de Jacksonville (2004) et a été sélectionné à trois reprises pour disputer le Pro Bowl au terme des saisons 2000, 2001 et 2002.
Il est classé deuxième joueur de l'histoire de la franchise de Pittsburgh au nombre de sacks effectués (77).

## Biographie

### Carrière universitaire
Jason Gildon intègre l'université d'État de l'Oklahoma et y joue pour l'équipe des Cowboys d'Oklahoma State dans la NCAA Division I FBS.
À la fin de sa carrière universitaire, en 1994, il est sélectionné en 88e choix global lors du troisième tour de la draft 1994 de la NFL par la franchise des Steelers de Pittsburgh.

### Carrière professionnelle
Gildon joue un rôle important dans l'unité des équipes spéciales des Steelers au cours de ses deux premières années avant d'être intégré dans la formation de départ en 1996, après que le linebacker All-Pro, Greg Lloyd Sr. (en) se soit blessé dans le premier match de la saison en se déchirant un ligament au genou. Gildon totalise sept sacks en 1996.
En 1997, Gildon fait face à Lloyd, ce denier jouant désormais avec les Panthers de la Caroline, et totalise cinq sacks, 53 tacles, 12 passes défendues et un touchdown défensif. On se souvient surtout de Gildon en 1997 pour avoir récupéré un fumble de Drew Bledsoe à 34 secondes de la fin du match éliminatoire des Steelers joué contre les Patriots de la Nouvelle-Angleterre, cette action permettant aux Steelers de remporter le match 7 à 6, le ballon récupéré par Gildon ayant empêché les Patriots de tenter un field goal.
Au cours des saisons 1998 et 1999, Gildon totalise 19,5 sacks et 109 tacles.
La saison 2000 est l'année charnière de Gildon. Il totalise 13,5 sacks, 75 tacles et inscrit un touchdown défensif. Il est la pièce maitresse de la défensive de Pittsburgh qu'il aide à enregistrer sa première saison victorieuse en trois ans. Faisant équipe avec le jeune linebacker Joey Porter, beaucoup ont supposé que les Steelers possédaient leur meilleure paire de linebakers depuis celle composée par Lloyd et Kevin Greene dans le milieu des années 1990. Gildon termine sa saison impressionnante par une première sélection au Pro Bowl.
En 2001, les Steelers accèdent finalement à la série éliminatoire. Sur sa saison, Gildon totalise douze sacks, inscrit son troisième touchdown en carrière et réussit sa première interception en carrière contre les Bengals de Cincinnati. Il est sélectionné pour participer à son deuxième Pro Bowl, mais ses rêves et celui des Steelers d'accéder au Super Bowl sont anéantis à la suite de la défaite en finale de conférence AFC contre les Patriots.
Gildon participe à son troisième et dernier Pro Bowl en 2002 alors que ses statistiques ont légèrement diminué. Il totalise 9 sacks, son total le plus bas depuis 1999. Gildon, âgé de 30 ans, voit son rôle de leader défensif repris par Joey Porter lequel termine la saison 2002 en tant que co-MVP des Steelers.
La saison 2003 est la dernière de Gildon avec les Steelers lesquels affichent un bilan négatif de 6 victoires et 10 défaites. Il commence la saison avec un total de 71 sacks en carrière et se trouve à trois sacks du record de la franchise détenu par L. C. Greenwood (74 sacks). Au cours du match contre les Cardinals de l'Arizona en 10e semaine, Gildon fait lever les spectateurs pour la dernière fois lorsqu'il réussit un sack sur le quarterback Jeff Blake au cours du troisième quart temps, ce qui lui permet de dépasser Greenwood (il terminera avec 78 sacks pour les Steelers).
Gildon rejoint ensuite les Bills de Buffalo et prend part au camp d'entraînement en vue de la saison 2004. Il est cependant libéré deux semaines après le début du camp. À mi-chemin de la saison 2004, les Jaguars de Jacksonville signent Gildon dans leur équipe, celle-ci ayant besoin de renfort au poste de defensive end. Gildon réussit trois sacks, dont un contre son ancienne équipe le 5 décembre 2004.
Au cours de sa carrière, Gildon a totalisé 80 sacks, 520 tacles, 44 passes défendues, 2 interceptions et 3 touchdowns défensifs.

### Carrière post-NFL
À la fin de sa carrière professionnelle, Gildon commence une carrière d'entraîneur. Il devient ainsi entraîneur adjoint à Seneca Valley et à Peters Township, deux lycées situés près de Pittsburgh. En février 2015, il est sélectionné parmi quarante candidats issus de dix États pour devenir entraîneur principal de l'équipe de football américain de la Cardinal Wuerl North Catholic HS, lycée situé dans une banlieue de Pittsburgh. En décembre 2016, il quitte son poste après deux saisons et un bilan de 17 victoires et 6 défaites.

### Vie privée
Jason Gildon est le demi-frère de Larry Birdine (en), ancien joueur NFL chez les Titans du Tennessee et les Packers de Green Bay.

## Statistiques NFL
| Saisons | Équipes                 | MJ  | Plaquages | Plaquages | Plaquages | Plaquages | Plaquages | Plaquages | Interceptions | Interceptions | Interceptions | Interceptions | Interceptions |
| ------- | ----------------------- | --- | --------- | --------- | --------- | --------- | --------- | --------- | ------------- | ------------- | ------------- | ------------- | ------------- |
| Saisons | Équipes                 | MJ  | Nb.       | Seul      | Ast.      | Sacks     | Sfty.     | PD        | Nb.           | TDs           | Yds           | Moy.          | + Lg.         |
| 2004    | Jaguars de Jacksonville | 09  | 12        | 11        | 01        | 03,0      | --        | 0         | --            | --            | --            | 0             | --            |
| 2003    | Steelers de Pittsburgh  | 16  | 61        | 42        | 19        | 06,0      | --        | 6         | 1             | 0             | 1             | 1             | 1             |
| 2002    | Steelers de Pittsburgh  | 16  | 67        | 45        | 22        | 09,0      | --        | 4         | --            | --            | --            | 0             | --            |
| 2001    | Steelers de Pittsburgh  | 16  | 53        | 42        | 11        | 12,0      | 0         | 8         | 1             | 0             | 0             | 0             | 0             |
| 2000    | Steelers de Pittsburgh  | 16  | --        | --        | --        | 13,5      | 0         | 0         | --            | --            | --            | 0             | --            |
| 1999    | Steelers de Pittsburgh  | 16  | --        | --        | --        | 08,5      | --        | 0         | --            | --            | --            | 0             | --            |
| 1998    | Steelers de Pittsburgh  | 16  | --        | --        | --        | 11,0      | --        | 0         | --            | --            | --            | 0             | --            |
| 1997    | Steelers de Pittsburgh  | 16  | --        | --        | --        | 05,0      | 0         | 0         | --            | --            | --            | 0             | --            |
| 1996    | Steelers de Pittsburgh  | 14  | --        | --        | --        | 07,0      | --        | 0         | --            | --            | --            | 0             | --            |
| 1995    | Steelers de Pittsburgh  | 16  | --        | --        | --        | 03,0      | --        | 0         | --            | --            | --            | 0             | --            |
| 1994    | Steelers de Pittsburgh  | 16  | --        | --        | --        | 02,0      | --        | 0         | --            | --            | --            | 0             | --            |
| Totaux  | Totaux                  | 167 | 193       | 140       | 53        | 80,0      | 0         | 18        | 2             | 0             | 1             | --            | 1             |

| Saisons | Équipes                 | MJ  | FL | FF | FR | Yards | TD | Sfty |
| ------- | ----------------------- | --- | -- | -- | -- | ----- | -- | ---- |
| 2004    | Jaguars de Jacksonville | 09  | 0  | 0  | 0  | 0     | 0  | 0    |
| 2003    | Steelers de Pittsburgh  | 16  | 0  | 1  | 1  | 0     | 0  | 0    |
| 2002    | Steelers de Pittsburgh  | 16  | 0  | 0  | 0  | 0     | 0  | 0    |
| 2001    | Steelers de Pittsburgh  | 16  | 0  | 3  | 2  | 27    | 1  | 0    |
| 2000    | Steelers de Pittsburgh  | 16  | 0  | 4  | 4  | 22    | 1  | 0    |
| 1999    | Steelers de Pittsburgh  | 16  | 0  | 1  | 0  | 0     | 0  | 0    |
| 1998    | Steelers de Pittsburgh  | 16  | 0  | 2  | 1  | 0     | 0  | 0    |
| 1997    | Steelers de Pittsburgh  | 16  | 0  | 0  | 2  | 32    | 1  | 0    |
| 1996    | Steelers de Pittsburgh  | 14  | 0  | 2  | 0  | 0     | 0  | 0    |
| 1995    | Steelers de Pittsburgh  | 16  | 0  | 2  | 1  | 01    | 0  | 0    |
| 1994    | Steelers de Pittsburgh  | 16  | 0  | 0  | 0  | 0     | 0  | 0    |
| Totaux  | Totaux                  | 167 | 1  | 7  | 10 | 70    | 2  | 0    |